# Cabinet Adenauer IV
 (janvier 2023).
Si vous disposez d'ouvrages ou d'articles de référence ou si vous connaissez des sites web de qualité traitant du thème abordé ici, merci de compléter l'article en donnant les références utiles à sa vérifiabilité et en les liant à la section « Notes et références ».
RFA
Adenauer III Adenauer V
Le cabinet Adenauer IV (en allemand : Kabinett Adenauer IV) est le gouvernement fédéral de la République fédérale d'Allemagne entre le 14 novembre 1961 et le 13 décembre 1962, durant la quatrième législature du Bundestag.

## Historique du mandat
Dirigé par le chancelier fédéral chrétien-démocrate sortant Konrad Adenauer, ce gouvernement est constitué et soutenu par une « coalition noire-jaune » entre l'Union chrétienne-démocrate d'Allemagne (CDU), l'Union chrétienne-sociale en Bavière (CSU) et le Parti libéral-démocrate (FDP). Ensemble, ils disposent de 309 députés sur 499, soit 61,9 % des sièges du Bundestag.
Il est formé à la suite des élections législatives fédérales du 17 septembre 1961.
Il succède ainsi au cabinet Adenauer III, constitué et soutenu uniquement par la CDU/CSU, après le retrait en 1960 du Parti allemand (DP).

### Formation
Au cours du scrutin parlementaire, les chrétiens-démocrates se maintiennent comme première force parlementaire, mais perdent la majorité absolue conquise en 1957. En outre, seuls le Parti social-démocrate d'Allemagne (SPD) et le FDP parviennent à entrer au Bundestag, inaugurant la configuration politique des 30 ans à venir. Toutes les majorités sont alors envisageables.
De difficiles négociations de coalition sont menées entre le parti du chancelier Adenauer et les libéraux-démocrates, mais elles finissent par aboutir. Le FDP souhaitait en effet constituer une majorité sans le chef de l'exécutif sortant, mais la possibilité que ce dernier forme une alliance avec le SPD a finalement convaincu les libéraux de se rallier à la CDU/CSU.
Le 7 novembre, Konrad Adenauer se soumet donc pour la quatrième fois au vote d'investiture, qu'il remporte par 258 voix, huit suffrages de plus que la majorité constitutionnelle requise. Il présente son nouveau gouvernement une semaine plus tard. Le poste de vice-chancelier n'est pas confié au FDP, ce qui constitue un fait unique dans l'histoire politique fédérale, tandis qu'Elisabeth Schwarzhaupt devient la première femme ministre dans l'histoire allemande, au poste nouvellement créé de ministre fédérale des Affaires sanitaires.

### Succession
À la suite du scandale politique provoqué par les agissements du ministre fédéral de la Défense Franz Josef Strauß dans l'affaire du Spiegel, les cinq ministres du FDP remettent leur démission le 19 novembre 1962 en solidarité avec le ministre fédéral de la Justice Wolfgang Stammberger. Le 1er décembre, après plusieurs contacts secrets, Konrad Adenauer ouvre officiellement des négociations de « grande coalition » avec le SPD, mais celles-ci achoppent sur la réforme électorale et le maintien du chancelier au pouvoir. Ce dernier rompt les discussions avec les sociaux-démocrates et doit, pour rester majoritaire, céder à deux exigences des libéraux : son départ à l'automne 1963 et le départ immédiat de Strauß. En conséquence, le cabinet Adenauer V est formé dès le 14 décembre.

## Composition

### Initiale (14 novembre 1961)
- Les nouveaux ministres sont indiqués en gras, ceux ayant changé d'attributions en italique.

| Poste                                                                                          | Titulaire | Titulaire                                  | Parti |
| ---------------------------------------------------------------------------------------------- | --------- | ------------------------------------------ | ----- |
| Chancelier fédéral                                                                             |           | Konrad Adenauer                            | CDU   |
| Vice-chancelier Ministre fédéral de l'Économie                                                 |           | Ludwig Erhard                              | Sans  |
| Ministre fédéral des Affaires étrangères                                                       |           | Gerhard Schröder                           | CDU   |
| Ministre fédéral de l'Intérieur                                                                |           | Hermann Höcherl                            | CSU   |
| Ministre fédéral de la Justice                                                                 |           | Wolfgang Stammberger (jusqu'au 19/12/1962) | FDP   |
| Ministre fédéral des Finances                                                                  |           | Heinz Starke (jusqu'au 19/12/1962)         | FDP   |
| Ministre fédéral de l'Alimentation, de l'Agriculture et des Forêts                             |           | Werner Schwarz                             | CDU   |
| Ministre fédéral du Travail et de l'Ordre social                                               |           | Theodor Blank                              | CDU   |
| Ministre fédéral de la Défense                                                                 |           | Franz Josef Strauß                         | CSU   |
| Ministre fédéral des Transports                                                                |           | Hans-Christoph Seebohm                     | CDU   |
| Ministre fédéral des Postes et des Télécommunications                                          |           | Richard Stücklen                           | CSU   |
| Ministre fédéral du Logement, de l'Urbanisme et de l'Aménagement du territoire                 |           | Paul Lücke                                 | CDU   |
| Ministre fédéral des Expulsés, des Réfugiés et des Blessés de guerre                           |           | Wolfgang Mischnick (jusqu'au 19/12/1962)   | FDP   |
| Ministre fédéral des Questions pan-allemandes                                                  |           | Ernst Lemmer                               | CDU   |
| Ministre fédéral des Affaires du Bundesrat et des Länder                                       |           | Hans-Joachim von Merkatz                   | CDU   |
| Ministre fédéral de l'Énergie nucléaire                                                        |           | Siegfried Balke                            | CSU   |
| Ministre fédéral des Questions familiales et juvéniles                                         |           | Franz-Josef Wuermeling                     | CDU   |
| Ministre fédéral du Trésor                                                                     |           | Hans Lenz (jusqu'au 19/12/1962)            | FDP   |
| Ministre fédéral de la Coopération économique                                                  |           | Walter Scheel (jusqu'au 19/12/1962)        | FDP   |
| Ministre fédéral des Affaires sanitaires                                                       |           | Elisabeth Schwarzhaupt                     | CDU   |
| Ministre fédéral avec attributions spéciales Chargé des Affaires du Conseil fédéral de défense |           | Heinrich Krone                             | CDU   |